# 阿燕
《阿燕》，是一部以描寫林燕玉師姑的故事電視劇，由劉至翰、孫淑媚、蔡函岑、張嘉年、何璦芸、林俊逸、李姝妍、高山峰、林秀玲、鄭平君、羅玉倫、郭彥甫、李國超、陳彥名主演，於2014年12月24日開機，2015年7月2日殺青，2016年在大愛電視台首播。

## 播出時間
以下時間以當地時間（台灣時間）為準

### 首播
| 頻道                            | 所在地 | 播映日期      | 播出時間                  |
| ------------------------------- | ------ | ------------- | ------------------------- |
| 大愛電視台 （數位頻道同步播出） | 台灣   | 2016年2月13日 | 20:00-20:45播出（無廣告） |
| 大愛海外台 （數位頻道同步播出） | 台灣   | 2016年2月13日 | 20:00-20:45播出（無廣告） |
| 中天娛樂台                      | 台灣   | 2016年2月13日 | 21:00-22:00播出           |

### 重播
| 頻道                            | 所在地 | 播映日期      | 播出時間                                |
| ------------------------------- | ------ | ------------- | --------------------------------------- |
| 大愛電視台 （數位頻道同步播出） | 台灣   | 2016年2月13日 | 23:30-00:19播出                         |
| 大愛電視台 （數位頻道同步播出） | 台灣   | 2016年2月14日 | 3:00-3:49播出 16:00-16:49播出（無廣告） |
| 大愛海外台 （數位頻道同步播出） | 台灣   | 2016年2月13日 | 2:00-3:00播出                           |
| 大愛海外台 （數位頻道同步播出） | 台灣   | 2016年2月14日 | 9:00-9:49播出 11:00-12:00播出（含廣告） |

### 大愛會客室

#### 首播
| 片名       | 頻道       | 播放日期      | 播放時間        |
| ---------- | ---------- | ------------- | --------------- |
| 大愛會客室 | 大愛海外台 | 2016年1月18日 | 21:00-21:11播出 |
| 大愛會客室 | 大愛電視台 | 2016年1月18日 | 00:19-00:30播出 |
| 大愛會客室 | 大愛海外台 | 2016年1月18日 | 9:49-10:00播出  |

## 演員陣容

### 主要角色
| 演員         | 角色   | 介紹 |
| 鄭平君(中年) | 賴南山 | 燕玉的丈夫，從小就由阿媽一手帶大，個性倔強不服輸，剛烈暴躁，受日本教育的他，非常大男人主義。自尊心強卻帶點自卑的個性，使得他常使用暴力來武裝自己，對家人很兇，但對外人客氣且很有愛心，常幫助人。對兒女管教嚴厲，常教導孩子們對人要有禮貌，要有自尊心，但自己卻沒有以身教來教育孩子如何正確的做事。 在與燕玉結縭數十年夫妻相處的過程，眼看孩子們連三餐溫飽都成問題，燕玉如此辛苦的維持生活，不分日夜地工作，他雖然心疼，但一直以來不擅言語溝通，更不懂如何表達關心，造成了夫妻間許多的不愉快。 |
| 劉至翰(青年) | 賴南山 | 燕玉的丈夫，從小就由阿媽一手帶大，個性倔強不服輸，剛烈暴躁，受日本教育的他，非常大男人主義。自尊心強卻帶點自卑的個性，使得他常使用暴力來武裝自己，對家人很兇，但對外人客氣且很有愛心，常幫助人。對兒女管教嚴厲，常教導孩子們對人要有禮貌，要有自尊心，但自己卻沒有以身教來教育孩子如何正確的做事。 在與燕玉結縭數十年夫妻相處的過程，眼看孩子們連三餐溫飽都成問題，燕玉如此辛苦的維持生活，不分日夜地工作，他雖然心疼，但一直以來不擅言語溝通，更不懂如何表達關心，造成了夫妻間許多的不愉快。 |
| 張嘉年       | 林萬枝 | 燕玉的養父。個性十分溫和體貼，勤奮踏實，從事金礦工，因此家境不錯，在猴硐擁有一大簷厝，與妻子領養了六個養子女，對每個孩子都視如己出。從小給燕玉良好的身教及言教，是燕玉最重要的心靈支柱。曾因心疼燕玉遭南山打罵而教訓南山，然因肺病49歲即病逝，使得家中頓失所依，經濟也隨之困頓。 |
| 林秀玲(中年) | 林燕玉 | 出生在礦城，燕玉個性耿直單純、善良好交友，因為被養父母捧在手心，在少女時期就奉父母之命招贅丈夫賴南山。都說「男性入錯行，女怕嫁錯郎」，燕玉雖然不能說嫁錯人，但婚後的她非但沒有體驗到如同養父母般的夫妻深情，她的人生就開始步向荊棘與磨難。她一連生了十名子女，丈夫身體不好又誤交損友涉賭。為母則強的燕玉，在困苦中依然樂觀以對，把孩子們拉拔長大。儘管孩子們有人誤入歧途，有人找不到人生的方向，但她永遠是孩子們的精神堡壘，所有人只要回家吃一碗她所煮的飯菜，似乎就有了重新出發的勇氣。      |
| 孫淑媚(青年) | 林燕玉 | 出生在礦城，燕玉個性耿直單純、善良好交友，因為被養父母捧在手心，在少女時期就奉父母之命招贅丈夫賴南山。都說「男性入錯行，女怕嫁錯郎」，燕玉雖然不能說嫁錯人，但婚後的她非但沒有體驗到如同養父母般的夫妻深情，她的人生就開始步向荊棘與磨難。她一連生了十名子女，丈夫身體不好又誤交損友涉賭。為母則強的燕玉，在困苦中依然樂觀以對，把孩子們拉拔長大。儘管孩子們有人誤入歧途，有人找不到人生的方向，但她永遠是孩子們的精神堡壘，所有人只要回家吃一碗她所煮的飯菜，似乎就有了重新出發的勇氣。      |
| 賴佳安(童年) | 林燕玉 | 出生在礦城，燕玉個性耿直單純、善良好交友，因為被養父母捧在手心，在少女時期就奉父母之命招贅丈夫賴南山。都說「男性入錯行，女怕嫁錯郎」，燕玉雖然不能說嫁錯人，但婚後的她非但沒有體驗到如同養父母般的夫妻深情，她的人生就開始步向荊棘與磨難。她一連生了十名子女，丈夫身體不好又誤交損友涉賭。為母則強的燕玉，在困苦中依然樂觀以對，把孩子們拉拔長大。儘管孩子們有人誤入歧途，有人找不到人生的方向，但她永遠是孩子們的精神堡壘，所有人只要回家吃一碗她所煮的飯菜，似乎就有了重新出發的勇氣。      |
| 何璦芸       | 陳 妹  | 燕玉的養母。個性溫婉柔順，以夫為天的傳統女性，不擅表達自己的情感，卻很得丈夫寵愛，一雙手很巧，很會做衣服，她把做衣服的技能傳授給了燕玉。在丈夫過世後，幫忙帶孫子，好讓燕玉出門工作，也扮演燕玉與南山起爭執時重要的調解人。 |
| 李國超(中年) | 賴經圳 | 燕玉的長子，與林經水為雙胞胎兄弟。長子總是承接著父母親最多的期盼，從小就非常聰明，但個性叛逆重情義，因考慮到家境的問題，放棄升學，開始想法子賺錢。但因交到損友，從此開始他的荒唐人生。最後淪落為街友，因自慚形穢而不願回家，但母親對他一直沒有放棄，伸出慈愛的手牽引他進入慈濟，最後與母親一起做慈濟的那段時光，是他一生中覺得最充實，也最幸福美滿的日子。 |
| 郭彥甫(青年) | 賴經圳 | 燕玉的長子，與林經水為雙胞胎兄弟。長子總是承接著父母親最多的期盼，從小就非常聰明，但個性叛逆重情義，因考慮到家境的問題，放棄升學，開始想法子賺錢。但因交到損友，從此開始他的荒唐人生。最後淪落為街友，因自慚形穢而不願回家，但母親對他一直沒有放棄，伸出慈愛的手牽引他進入慈濟，最後與母親一起做慈濟的那段時光，是他一生中覺得最充實，也最幸福美滿的日子。 |
| 陳昱丞(少年) | 賴經圳 | 燕玉的長子，與林經水為雙胞胎兄弟。長子總是承接著父母親最多的期盼，從小就非常聰明，但個性叛逆重情義，因考慮到家境的問題，放棄升學，開始想法子賺錢。但因交到損友，從此開始他的荒唐人生。最後淪落為街友，因自慚形穢而不願回家，但母親對他一直沒有放棄，伸出慈愛的手牽引他進入慈濟，最後與母親一起做慈濟的那段時光，是他一生中覺得最充實，也最幸福美滿的日子。 |
| 李勝威(童年) | 賴經圳 | 燕玉的長子，與林經水為雙胞胎兄弟。長子總是承接著父母親最多的期盼，從小就非常聰明，但個性叛逆重情義，因考慮到家境的問題，放棄升學，開始想法子賺錢。但因交到損友，從此開始他的荒唐人生。最後淪落為街友，因自慚形穢而不願回家，但母親對他一直沒有放棄，伸出慈愛的手牽引他進入慈濟，最後與母親一起做慈濟的那段時光，是他一生中覺得最充實，也最幸福美滿的日子。 |
| 李國超(中年) | 林經水 | 燕玉的次子，與賴經圳為雙胞胎兄弟。個性溫和堅強，很有上進心，但也因為沒錢念書而未再繼續升學。經水接受母親的建議去學一技之長，刻苦耐勞地學習做模具，終於在高雄創立了自己的工廠，但卻為了幫朋友，虧損了千萬宣告倒閉。 人生大起大落後遠赴大陸東莞工作，因急性胃出血重病昏迷，幸好妹妹賴麗英透過慈濟系統找到洪明清師兄搭救，及時送回臺灣治療，因為母親阿燕及大兒子林建弘等慈濟人的關心和感召，經水因而漸漸康復。                                                                                   |
| 郭彥甫(青年) | 林經水 | 燕玉的次子，與賴經圳為雙胞胎兄弟。個性溫和堅強，很有上進心，但也因為沒錢念書而未再繼續升學。經水接受母親的建議去學一技之長，刻苦耐勞地學習做模具，終於在高雄創立了自己的工廠，但卻為了幫朋友，虧損了千萬宣告倒閉。 人生大起大落後遠赴大陸東莞工作，因急性胃出血重病昏迷，幸好妹妹賴麗英透過慈濟系統找到洪明清師兄搭救，及時送回臺灣治療，因為母親阿燕及大兒子林建弘等慈濟人的關心和感召，經水因而漸漸康復。                                                                                   |
| 陳昱丞(少年) | 林經水 | 燕玉的次子，與賴經圳為雙胞胎兄弟。個性溫和堅強，很有上進心，但也因為沒錢念書而未再繼續升學。經水接受母親的建議去學一技之長，刻苦耐勞地學習做模具，終於在高雄創立了自己的工廠，但卻為了幫朋友，虧損了千萬宣告倒閉。 人生大起大落後遠赴大陸東莞工作，因急性胃出血重病昏迷，幸好妹妹賴麗英透過慈濟系統找到洪明清師兄搭救，及時送回臺灣治療，因為母親阿燕及大兒子林建弘等慈濟人的關心和感召，經水因而漸漸康復。                                                                                   |
| 林勝融(童年) | 林經水 | 燕玉的次子，與賴經圳為雙胞胎兄弟。個性溫和堅強，很有上進心，但也因為沒錢念書而未再繼續升學。經水接受母親的建議去學一技之長，刻苦耐勞地學習做模具，終於在高雄創立了自己的工廠，但卻為了幫朋友，虧損了千萬宣告倒閉。 人生大起大落後遠赴大陸東莞工作，因急性胃出血重病昏迷，幸好妹妹賴麗英透過慈濟系統找到洪明清師兄搭救，及時送回臺灣治療，因為母親阿燕及大兒子林建弘等慈濟人的關心和感召，經水因而漸漸康復。                                                                                   |
| 李慧娟(中年) | 賴麗淑 | 燕玉的長女，排行第三。從小就很乖巧懂事，沈默寡言，任勞任怨，8歲時曾被送至有錢人家當童養媳，但因想念家人，寧可跟自己的親人過窮苦的生活。她是燕玉最大的幫手，在弟弟妹妹間扮演「大姊當家」的角色。 |
| 王艾澤(青年) | 賴麗淑 | 燕玉的長女，排行第三。從小就很乖巧懂事，沈默寡言，任勞任怨，8歲時曾被送至有錢人家當童養媳，但因想念家人，寧可跟自己的親人過窮苦的生活。她是燕玉最大的幫手，在弟弟妹妹間扮演「大姊當家」的角色。 |
| 曹又心(少年) | 賴麗淑 | 燕玉的長女，排行第三。從小就很乖巧懂事，沈默寡言，任勞任怨，8歲時曾被送至有錢人家當童養媳，但因想念家人，寧可跟自己的親人過窮苦的生活。她是燕玉最大的幫手，在弟弟妹妹間扮演「大姊當家」的角色。 |
| 李品蓉(童年) | 賴麗淑 | 燕玉的長女，排行第三。從小就很乖巧懂事，沈默寡言，任勞任怨，8歲時曾被送至有錢人家當童養媳，但因想念家人，寧可跟自己的親人過窮苦的生活。她是燕玉最大的幫手，在弟弟妹妹間扮演「大姊當家」的角色。 |
| 游安順(中年) | 賴經川 | 燕玉的三男，排行第五。從小就調皮搗蛋，但也遺傳了母親堅強不認輸的個性，國小畢業就自己跑到台北餐廳打工當學徒。之後認識同村的張秀寬，夫妻共同經營，最風光時經營了一家600多坪的海產餐廳，但因財迷心竅豪賭而輸掉餐廳，身體也染上腸堵塞，人生跌至谷底。在母親及妻子的悉心照顧下好轉，現在也開始跟隨母親腳步，努力往善的道路前進。 |
| 高山峰(青年) | 賴經川 | 燕玉的三男，排行第五。從小就調皮搗蛋，但也遺傳了母親堅強不認輸的個性，國小畢業就自己跑到台北餐廳打工當學徒。之後認識同村的張秀寬，夫妻共同經營，最風光時經營了一家600多坪的海產餐廳，但因財迷心竅豪賭而輸掉餐廳，身體也染上腸堵塞，人生跌至谷底。在母親及妻子的悉心照顧下好轉，現在也開始跟隨母親腳步，努力往善的道路前進。 |
| 李慶彥(童年) | 賴經川 | 燕玉的三男，排行第五。從小就調皮搗蛋，但也遺傳了母親堅強不認輸的個性，國小畢業就自己跑到台北餐廳打工當學徒。之後認識同村的張秀寬，夫妻共同經營，最風光時經營了一家600多坪的海產餐廳，但因財迷心竅豪賭而輸掉餐廳，身體也染上腸堵塞，人生跌至谷底。在母親及妻子的悉心照顧下好轉，現在也開始跟隨母親腳步，努力往善的道路前進。 |
| 張昌緬(中年) | 林麗琴 | 燕玉的三女，排行第六。個性溫柔堅毅，凡事替人著想，是個相當貼心的女孩。在國小畢業後就到台北學做美髮，雖然感到很辛苦但從不退縮，而後栽培妹妹麗英與麗月學美容與美髮，學成之後在父親與母親的資助下自己開店，請母親也到店裡幫忙。 經客人文素珍師姊介紹接觸慈濟，此後開始引導家中成員投入慈濟，她認為在家庭中脾氣暴躁的父親未曾教育他們的，由上人來教育他們，原本家中每個人都是憂鬱的面孔，如今都已經是像天使般的笑容，這就是她最大的成就與滿足。                                                   |
| 方婉諭(少年) | 林麗琴 | 燕玉的三女，排行第六。個性溫柔堅毅，凡事替人著想，是個相當貼心的女孩。在國小畢業後就到台北學做美髮，雖然感到很辛苦但從不退縮，而後栽培妹妹麗英與麗月學美容與美髮，學成之後在父親與母親的資助下自己開店，請母親也到店裡幫忙。 經客人文素珍師姊介紹接觸慈濟，此後開始引導家中成員投入慈濟，她認為在家庭中脾氣暴躁的父親未曾教育他們的，由上人來教育他們，原本家中每個人都是憂鬱的面孔，如今都已經是像天使般的笑容，這就是她最大的成就與滿足。                                                   |
| 薛提縈(青年) | 林麗琴 | 燕玉的三女，排行第六。個性溫柔堅毅，凡事替人著想，是個相當貼心的女孩。在國小畢業後就到台北學做美髮，雖然感到很辛苦但從不退縮，而後栽培妹妹麗英與麗月學美容與美髮，學成之後在父親與母親的資助下自己開店，請母親也到店裡幫忙。 經客人文素珍師姊介紹接觸慈濟，此後開始引導家中成員投入慈濟，她認為在家庭中脾氣暴躁的父親未曾教育他們的，由上人來教育他們，原本家中每個人都是憂鬱的面孔，如今都已經是像天使般的笑容，這就是她最大的成就與滿足。                                                   |
| 蘇均蓉(童年) | 林麗琴 | 燕玉的三女，排行第六。個性溫柔堅毅，凡事替人著想，是個相當貼心的女孩。在國小畢業後就到台北學做美髮，雖然感到很辛苦但從不退縮，而後栽培妹妹麗英與麗月學美容與美髮，學成之後在父親與母親的資助下自己開店，請母親也到店裡幫忙。 經客人文素珍師姊介紹接觸慈濟，此後開始引導家中成員投入慈濟，她認為在家庭中脾氣暴躁的父親未曾教育他們的，由上人來教育他們，原本家中每個人都是憂鬱的面孔，如今都已經是像天使般的笑容，這就是她最大的成就與滿足。                                                   |
| 賴芊合(中年) | 賴麗英 | 燕玉四女，排行第七。從小就獨立好強，求學過程相當坎坷，國小時曾因為家裡沒錢，南山要她到學校去辦退學，讓她更加努力上進讀書，相信自己能靠唸書出人頭地，之後到麗琴美髮店半工半讀，自由戀愛嫁給學長。但卻因好強的個性，不得婆婆歡心，以致她與丈夫感情不睦。 離婚後獨立撫養兒子，還要背負前夫留下的大筆債務，使她曾萌生自殺的念頭。在姊姊麗琴帶她做慈濟志工時，於做志工的過程獲得啟發，重新建立自己人生的目標，現在兒子工作有成，也一起加入志工行列，讓她感受到施比受更有福的人生。                 |
| 何依霈(青年) | 賴麗英 | 燕玉四女，排行第七。從小就獨立好強，求學過程相當坎坷，國小時曾因為家裡沒錢，南山要她到學校去辦退學，讓她更加努力上進讀書，相信自己能靠唸書出人頭地，之後到麗琴美髮店半工半讀，自由戀愛嫁給學長。但卻因好強的個性，不得婆婆歡心，以致她與丈夫感情不睦。 離婚後獨立撫養兒子，還要背負前夫留下的大筆債務，使她曾萌生自殺的念頭。在姊姊麗琴帶她做慈濟志工時，於做志工的過程獲得啟發，重新建立自己人生的目標，現在兒子工作有成，也一起加入志工行列，讓她感受到施比受更有福的人生。                 |
| 方家芷(少年) | 賴麗英 | 燕玉四女，排行第七。從小就獨立好強，求學過程相當坎坷，國小時曾因為家裡沒錢，南山要她到學校去辦退學，讓她更加努力上進讀書，相信自己能靠唸書出人頭地，之後到麗琴美髮店半工半讀，自由戀愛嫁給學長。但卻因好強的個性，不得婆婆歡心，以致她與丈夫感情不睦。 離婚後獨立撫養兒子，還要背負前夫留下的大筆債務，使她曾萌生自殺的念頭。在姊姊麗琴帶她做慈濟志工時，於做志工的過程獲得啟發，重新建立自己人生的目標，現在兒子工作有成，也一起加入志工行列，讓她感受到施比受更有福的人生。                 |
| 陳愛淳(中年) | 林麗月 | 燕玉的五女，排行第八。個性開朗豪爽，不拘小節，從小就幫忙家裡帶最小的二個弟弟。跟著麗英到麗琴的美髮院學習美髮，並與麗琴、麗英一起開店，雖然後來姊妹決定拆夥，但是卻仍用行動支持著姊妹們。 |
| 吳珈瑋(青年) | 林麗月 | 燕玉的五女，排行第八。個性開朗豪爽，不拘小節，從小就幫忙家裡帶最小的二個弟弟。跟著麗英到麗琴的美髮院學習美髮，並與麗琴、麗英一起開店，雖然後來姊妹決定拆夥，但是卻仍用行動支持著姊妹們。 |
| 賴妤瑄(少年) | 林麗月 | 燕玉的五女，排行第八。個性開朗豪爽，不拘小節，從小就幫忙家裡帶最小的二個弟弟。跟著麗英到麗琴的美髮院學習美髮，並與麗琴、麗英一起開店，雖然後來姊妹決定拆夥，但是卻仍用行動支持著姊妹們。 |
| 張允芝(童年) | 林麗月 | 燕玉的五女，排行第八。個性開朗豪爽，不拘小節，從小就幫忙家裡帶最小的二個弟弟。跟著麗英到麗琴的美髮院學習美髮，並與麗琴、麗英一起開店，雖然後來姊妹決定拆夥，但是卻仍用行動支持著姊妹們。 |
| 劉濟民(中年) | 賴金龍 | 燕玉的四男，排行第九。個性沈穩內向，因小時候曾被同學欺負，自尊心很強的他，立誓絕不讓別人看不起他。當兵後到三姊美髮院管帳，因而認識妻子廖慧省，後來因為開店應酬導致腎萎縮，因身體狀況不佳，足不出戶，此後開始有憂鬱症傾向，麗英帶他去花蓮慈濟醫院就診，金龍因而開始參與慈濟活動，觀念上有了改變。 |
| 黃鎮(青年)   | 賴金龍 | 燕玉的四男，排行第九。個性沈穩內向，因小時候曾被同學欺負，自尊心很強的他，立誓絕不讓別人看不起他。當兵後到三姊美髮院管帳，因而認識妻子廖慧省，後來因為開店應酬導致腎萎縮，因身體狀況不佳，足不出戶，此後開始有憂鬱症傾向，麗英帶他去花蓮慈濟醫院就診，金龍因而開始參與慈濟活動，觀念上有了改變。 |
| 李秋逸(少年) | 賴金龍 | 燕玉的四男，排行第九。個性沈穩內向，因小時候曾被同學欺負，自尊心很強的他，立誓絕不讓別人看不起他。當兵後到三姊美髮院管帳，因而認識妻子廖慧省，後來因為開店應酬導致腎萎縮，因身體狀況不佳，足不出戶，此後開始有憂鬱症傾向，麗英帶他去花蓮慈濟醫院就診，金龍因而開始參與慈濟活動，觀念上有了改變。 |
| 張育誠(童年) | 賴金龍 | 燕玉的四男，排行第九。個性沈穩內向，因小時候曾被同學欺負，自尊心很強的他，立誓絕不讓別人看不起他。當兵後到三姊美髮院管帳，因而認識妻子廖慧省，後來因為開店應酬導致腎萎縮，因身體狀況不佳，足不出戶，此後開始有憂鬱症傾向，麗英帶他去花蓮慈濟醫院就診，金龍因而開始參與慈濟活動，觀念上有了改變。 |
| 周辰達(中年) | 賴經發 | 燕玉五男，排行第十的老么。因為么兒的緣故，從小便受到南山的寵愛。原本因為父親的干涉，一直沒有找到自己職業的方向，在經過到姊姊美髮院幫忙，和兄弟共同經營麵店後，巧遇哥哥好朋友李政明，轉到建築材料公司上班，直至今日已升為副總經理。在一次陪同燕玉做環保時認識了現在的妻子陳宜惠，兩人共組幸福美滿的家庭，婚後和母親住在一起。燕玉相信因緣成熟時，他自會有所頓悟而發心發願。 |
| 薛宇廷(青年) | 賴經發 | 燕玉五男，排行第十的老么。因為么兒的緣故，從小便受到南山的寵愛。原本因為父親的干涉，一直沒有找到自己職業的方向，在經過到姊姊美髮院幫忙，和兄弟共同經營麵店後，巧遇哥哥好朋友李政明，轉到建築材料公司上班，直至今日已升為副總經理。在一次陪同燕玉做環保時認識了現在的妻子陳宜惠，兩人共組幸福美滿的家庭，婚後和母親住在一起。燕玉相信因緣成熟時，他自會有所頓悟而發心發願。 |
| 蔣傅宇(少年) | 賴經發 | 燕玉五男，排行第十的老么。因為么兒的緣故，從小便受到南山的寵愛。原本因為父親的干涉，一直沒有找到自己職業的方向，在經過到姊姊美髮院幫忙，和兄弟共同經營麵店後，巧遇哥哥好朋友李政明，轉到建築材料公司上班，直至今日已升為副總經理。在一次陪同燕玉做環保時認識了現在的妻子陳宜惠，兩人共組幸福美滿的家庭，婚後和母親住在一起。燕玉相信因緣成熟時，他自會有所頓悟而發心發願。 |
| 胡利(青年)   | 張秀寬 | 燕玉的三媳婦，經川的妻子。個性直接，和經川一樣頗有大姐風範。 |
| 周婷婷(少年) | 張秀寬 | 燕玉的三媳婦，經川的妻子。個性直接，和經川一樣頗有大姐風範。 |
| 林俊逸       | 阿俊   | 燕玉的初戀情人，後來因無法入贅到林家而忍痛放棄對燕玉的感情。 |
| 蔡函岑       | 阿惠   | 燕玉的好朋友，和燕玉一起在礦坑工作時，因受不了誘惑跟著同事口含金砂偷金子，經燕玉勸服後收手，避過一刧。和燕玉姊妹情深一路支持燕玉，還做了燕玉雙胞胎的乾媽。 |

### 其他角色
| 演員           | 角色       | 介紹 |
| 林乃華         | 賴阿嬤     | 撫養南山長大的祖母。 |
| 何蓓蓓         | 賴阿惜     | 南山之姊。 |
| 楊德意         | 林清河     | |
| 程政鈞         | 林清河     | |
| 賴佩瑩         | 阿菊嬸     | 促成南山和燕玉的媒人，萬枝陳妹多年的老鄰居。 |
| 王伯源(青年)   | 阿林       | 燕玉之弟，萬枝陳妹養子。 |
| 王奕翔(少年)   | 阿林       | 燕玉之弟，萬枝陳妹養子。 |
| 李姝妍(青年)   | 秀子       | 燕玉之妹，萬枝陳妹養女。從小作為童養媳，知道自己終有一天會嫁給弟弟阿林。 |
| 張毓璇(少年)   | 秀子       | 燕玉之妹，萬枝陳妹養女。從小作為童養媳，知道自己終有一天會嫁給弟弟阿林。 |
| 蔡岸龍(中年)   | 許世詮     | 燕玉與南山的大女婿 麗淑的老公 |
| 李信恩(青少年) | 許世詮     | 燕玉與南山的大女婿 麗淑的老公 |
| 尤姿涵         | 阿雪       | 燕玉的二媳婦，經水的妻子。和經水先有後婚，育有三子。個性善解人意，也重情意。經圳在小琉球管訓期間，也因阿雪之幫助，燕玉和南山才得以前往探望。後來經水生意失敗破產，兩人經常爭吵，成了破碎的婚姻。 |
| 洪瑜喬(中年)   | 秋燕       | |
| 林嘉微(青年)   | 秋燕       | |
| 江正文         | 阿宏       | |
| 黃錦雯         | 阿葉嬸     | |
| 吳庭妮(少年)   | 林阿蔭     | 燕玉的次女，排行第四。從小貼心，為了分擔家計，而在大哥二哥大姐到台北工作後，也藉由大姐介紹到台北幫傭，卻不幸在雇主家因一氧化碳中毒而意外身亡。                                                   |
| 劉珈萱(童年)   | 林阿蔭     | 燕玉的次女，排行第四。從小貼心，為了分擔家計，而在大哥二哥大姐到台北工作後，也藉由大姐介紹到台北幫傭，卻不幸在雇主家因一氧化碳中毒而意外身亡。                                                   |
| 胡鴻達(中年)   | 陳長存     | 燕玉與南山的三女婿 麗琴的老公 |
| 廖奕勝(青年)   | 陳長存     | 燕玉與南山的三女婿 麗琴的老公 |
| 邱逸峰         | 李永河     | 燕玉與南山的四女婿 麗英的前夫 |
| 陳立芹(中年)   | 廖慧省     | 燕玉與南山的四媳婦，金龍的妻子。 |
| 金蓮娟(青少年) | 廖慧省     | 燕玉與南山的四媳婦，金龍的妻子。 |
| 詹佳儒         | 阿興       | |
| 楊惠閔         | 文素珍     | |
| 蔡哲文         | 李政明     | |
| 陳彥名         | 李偉       | 麗英與永河唯一的兒子 |
| 王云           | 許世詮(母) | |
| 謝美伊         | 李永河(母) | |
| 楊貽銘         | 陳長存(父) | |
| 紀素女         | 陳長存(母) | |
| 許世傑         | 林師兄     | |
| 黃健屏         | 討債兄弟   | |
| 吳晨松         | 阿美哥哥   | |
| 陳明           | 房東       | |
| 王弘鈞         | 松哥       | |
| 黃進楠         | 范姜       | |
| 楊忠穎         | 林建弘     | 經水與阿雪的長子 |

## 主題曲
| 曲別   | 歌名     | 演唱者         | 作詞 | 作曲 | 編曲   | 製作人 | 播出日期                     | 集數          |
| 片頭曲 | 燕仔做巢 | 孫淑媚、林俊逸 | 阿Q  | 泰元 | 戴維雄 | 曹俊鴻 | 2016年2月13日－2016年3月25日 | 第1集－第40集 |
| 片尾曲 | 風．歲月 | 孫淑媚         | 阿Q  | 泰元 | 戴維雄 | 曹俊鴻 | 2016年2月13日－2016年3月25日 | 第1集－第40集 |

## 大愛會客室名單
| 集數   | 日期          | 來賓                           |
| 第1集  | 2016年2月14日 | 孫淑媚、王重光、王重正、臧蕙年 |
| 第2集  | 2016年2月15日 | 郭彥甫、王重光                 |
| 第3集  | 2016年2月16日 | 林燕玉、藍今翎                 |
| 第4集  | 2016年2月17日 | 孫淑媚、何璦芸、太保           |
| 第5集  | 2016年2月18日 | 劉至翰、藍今翎                 |
| 第6集  | 2016年2月19日 | 林燕玉、孫淑媚、劉至翰         |
| 第7集  | 2016年2月20日 | 劉至翰、翁國豪                 |
| 第8集  | 2016年2月21日 | 林燕玉、孫淑媚、何璦芸         |
| 第9集  | 2016年2月22日 | 孫淑媚、劉至翰、太保           |
| 第10集 | 2016年2月23日 | 林燕玉、劉至翰、太保           |
| 第11集 | 2016年2月24日 | 林燕玉、賴經川                 |
| 第12集 | 2016年2月25日 | 林燕玉、賴麗淑                 |
| 第13集 | 2016年2月26日 | 林燕玉、林經水、孫淑媚         |
| 第14集 | 2016年2月27日 | 林燕玉、孫淑媚                 |
| 第15集 | 2016年2月28日 | 林燕玉、林經水、劉至翰         |
| 第16集 | 2016年2月29日 | 林經水、郭彥甫                 |
| 第17集 | 2016年3月1日  | 林燕玉、林經水、郭彥甫         |
| 第18集 | 2016年3月2日  | 林燕玉、劉至翰、郭彥甫         |
| 第19集 | 2016年3月3日  | 劉至翰、郭彥甫                 |
| 第20集 | 2016年3月4日  | 林燕玉、賴麗淑                 |
| 第21集 | 2016年3月5日  | 賴麗英、林麗琴、鄭平君         |
| 第22集 | 2016年3月6日  | 林燕玉、周婷婷                 |
| 第23集 | 2016年3月7日  | 林燕玉、張秀寬、賴經川         |
| 第24集 | 2016年3月8日  | 林燕玉、賴經川                 |
| 第25集 | 2016年3月9日  | 賴金龍、黃鎮、周婷婷           |
| 第26集 | 2016年3月10日 | 賴麗淑、王艾澤                 |
| 第27集 | 2016年3月11日 | 賴麗英、林麗琴                 |
| 第28集 | 2016年3月12日 | 林麗琴、林經水、鄭平君         |
| 第29集 | 2016年3月13日 | 林麗琴、林經水                 |
| 第30集 | 2016年3月14日 | 林燕玉、賴麗英                 |
| 第31集 | 2016年3月15日 | 賴金龍、黃鎮、廖慧省           |
| 第32集 | 2016年3月16日 | 林燕玉、林麗琴                 |
| 第33集 | 2016年3月17日 | 林燕玉、李國超                 |
| 第34集 | 2016年3月18日 | 賴經川、張秀寬、李國超         |
| 第35集 | 2016年3月19日 | 林燕玉、賴麗英、賴芊合         |
| 第36集 | 2016年3月20日 | 李國超、王重光                 |
| 第37集 | 2016年3月21日 | 賴金龍、廖慧省、賴麗英         |
| 第38集 | 2016年3月22日 | 林燕玉、賴經川、張秀寬         |
| 第39集 | 2016年3月23日 | 賴經川、張秀寬、李國超         |
| 第40集 | 2016年3月24日 | 林建弘、林經水、賴麗英         |
| 第41集 | 2016年3月25日 | 林燕玉、林經水、李國超         |
| 第42集 | 2016年3月26日 | 林燕玉、賴麗英、賴芊合         |
| 第43集 | 2016年3月27日 | 林經水、林建弘                 |
| 第44集 | 2016年3月28日 | 林燕玉、陳宜惠                 |
| 第45集 | 2016年3月29日 | 林燕玉、林經水、賴麗英         |

## 拍攝場景
- 烏來區孝義村
- 新北市瑞芳區猴硐
- 新店區龜山派出所外

## 電視節目的變遷
- 官方網站－大愛
- 官方网站－中天[永久]
- 大愛劇場的Facebook專頁

| 大愛電視 每週一至週日 20:00 - 20:49        | 大愛電視 每週一至週日 20:00 - 20:49      | 大愛電視 每週一至週日 20:00 - 20:49      |
| ------------------------------------------ | ---------------------------------------- | ---------------------------------------- |
|                                            | 阿燕 （2016年2月13日－2016年3月29日）    |                                          |
| 愛的人生路 （2016年1月7日－2016年2月12日） | 歸．娘家 （2016年3月29日－2016年5月5日） |                                          |
| 中天娛樂台 每週一至週日 21:00 - 22:00      |                                          |                                          |
| 愛的人生路 （2016年1月7日－2016年2月12日） | 阿燕 （2016年2月13日－2016年3月29日）    | 歸．娘家 （2016年3月29日－2016年5月5日） |

| 大愛電視台二台 大愛好戲成雙 周一至周日 17:25~19:00節目 | 大愛電視台二台 大愛好戲成雙 周一至周日 17:25~19:00節目 | 大愛電視台二台 大愛好戲成雙 周一至周日 17:25~19:00節目 |
| ------------------------------------------------------ | ------------------------------------------------------ | ------------------------------------------------------ |
|                                                        | 阿燕 2018年3月25日－2018年4月16日                      |                                                        |
| 陪你看天星 2018年3月7日－2018年3月24日                 | - 2018年4月16日－2018年5月-日                          |                                                        |